# Song Hye-rim
Dans ce nom coréen, le nom de famille, Seong, précède le nom personnel.
Song Hye-rim (en chosŏn'gŭl : 성혜림 et en hanja : 成蕙琳), née le 24 janvier 1937 à Changnyeong (Corée japonaise) et morte le 18 mai 2002 à Moscou (Russie), est une actrice nord-coréene et fut un temps maîtresse favorite du dirigeant Kim Jong-il.

## Biographie
Song entre au collège du film de Pyongyang en 1955, mais le quitte l'année suivante pour donner naissance à une fille. Plus tard, elle se réinscrit et est diplômée, faisant ses débuts au cinéma en 1960. Elle est devenue une actrice populaire dans les années 1960, apparaissant dans les films, y compris Onjŏngryŏng  (온정령) et Baek Il-hong  (백일홍). 
Song a commencé à fréquenter Kim Jong-il en 1968, après avoir divorcé de son premier mari. Elle est censée avoir été sa première maîtresse. En 1971, elle donne naissance à Kim Jong-nam, qui passait à un moment pour être favori pour la succession de son père Kim Jong-il. La naissance de ce fils est dite avoir été gardée secrète de Kim Il-sung jusqu'en 1975. 
Au début des années 1980, victime de dépressions nerveuses, Song se rend fréquemment à Moscou pour des soins médicaux. En 1996, il a été rapporté que Song avait fait défection à l'ouest, mais les responsables du renseignement en Corée du Sud ont nié l'histoire. Elle est morte le 18 mai 2002 à Moscou d'une crise cardiaque.
De nombreux éléments de la vie de Song sont tirés des mémoires de sa sœur, Song Hye-rang.